# リアリティのダンス
『リアリティのダンス』（La danza de la realidad）は、アレハンドロ・ホドロフスキー監督・脚本による2013年のチリ・フランス合作の映画。2013年5月18日、第66回カンヌ国際映画祭監督週間にてプレミア上映された。

## あらすじ
若きアレハンドロ（イェレミアス・ハースコヴィッツ）は、ユダヤの血を引いていることで同級生にからかわれている。母のサラ（パメラ・フローレス）は、アレハンドロを自らの父だと信じている。サーカス芸人だった父のハイメ（ブロンティス・ホドロフスキー）は、アレハンドロを理容院に連れて行き、アレハンドロの長い金髪を取り除いてしまう。さらにハイメはアレハンドロを何度も殴りつけ、歯科にて麻酔なしで歯を治療させることによって、彼を「真の男」にしようとする。
一方、共産党員であるハイメは、カルロス・イバニェス大統領（バスティアン・ボーデンホーファー）の暗殺を仲間たちと計画していた。しかし、犬の仮装大会で大統領の命を救ったことから、大統領の馬丁に就くこととなる。その後、大統領の愛馬だったブケパロスの死をきっかけに、ハイメはチリ各地を放浪しはじめる。記憶喪失、ナチの拷問、椅子作りの職人との出会いなどを経て、ハイメは家族のもとへ帰還する。

## キャスト
- ブロンティス・ホドロフスキー
- パメラ・フローレス
- イェレミアス・ハースコヴィッツ
- アレハンドロ・ホドロフスキー
- バスティアン・ボーデンホーファー
- アンドレス・コックス
- アダン・ホドロフスキー
- クリストバル・ホドロフスキー

## 評価
『The New York Times』のA・O・スコットは本作がフェデリコ・フェリーニ監督『フェリーニのアマルコルド』やジョン・ブアマン監督『戦場の小さな天使たち』といった作品の系譜に連なると指摘した。『The A.V. Club』のIgnatiy Vishnevetskyは「少年時代の恐怖と心の痛みを愉快で寓話的な作品に変えるホドロフスキーの才能によって、時には驚くほど心に触れる魅惑的な作品に仕立て上げられている」と述べて、本作に「A-」の評価を与えた。